# Ido Mosseri
Ido Mosseri (hebraisk: עידו מוסרי; født 17. April 1978) er en israelsk film og tv-skuespiller. Mosseri optrådte som porno-produceren J. Day  i sex-industri-komedien Bucky Larson: Born to Be a Star, en film produceret af Adam Sandler, der er også var medforfatter af manuskriptet.
Gennem sin karriere har Mosseri også deltaget i dubbing af animations-serier og film til hebraisk som Svampebob Firkant (som hovedrollen), Cardcaptor Sakura, Jackie Chan Adventures, Pokémon, Teenage Mutant Ninja Turtles, TMNT, Skatteplaneten, Sonic X (som Sonic), Super Mario Bros. Super Show! (som King Koopa) Transformers: Armada, Kung Fu Panda og Madagascar.
Mosseri er lillebror til den populære israselske underholdnings-personlighed Tal Mosseri.